# The Man In Black — His Greatest Hits
| Оценки критиков | Оценки критиков |
| Источник        | Оценка          |
| --------------- | --------------- |
| AllMusic        | [ 1 ]           |

The Man In Black — His Greatest Hits — альбом-сборник американского кантри-певца Джонни Кэша (1932—2003), изданный в 1999 году лейблом Columbia Records. Он состоит из двух дисков и включает 30 песен (по 15 на каждом диске). Несмотря на то, что альбом был выпущен на лейбле Columbia, он содержит некоторые из его записей, сделанных на лейбле Sun Records, которые стали общественным достоянием, а также записи, сделанные на лейбле Columbia. Два трека, «What is Truth» и дуэт с Бобом Диланом «Girl from the North Country», впервые появляются на American альбоме Джонни Кэша.

## История
Альбом получил положительные отзывы музыкальной критики и интернет-изданий.
Стивен Томас Эрлевайн из AllMusic отметил, что сборник «… представляет собой всеобъемлющий 30-песенный обзор (в основном) работ Кэша для Columbia. Это означает, что большая часть его новаторских работ для Sun отсутствует — „I Walk the Line“, „Ballad of a Teenage Queen“ и „Guess Things Happen That Way“ здесь, но такие классические песни, как „Get Rhythm“, „Cry! Cry! Cry! Cry!“ и „Folsom Prison Blues“ (включённый в более позднюю концертную версию) нет — но все они доступны на отличной коллекции Sun Years от Rhino; эта коллекция примечательна тем, что является доступным и относительно исчерпывающим обзором альбомов Columbia, что до этой коллекции не было сделано ни разу. Возможно, в этой компиляции не хватает нескольких хитов и культовых фаворитов, но она проделала отличную работу, представив лучшие и наиболее важные вещи за годы плодотворной работы Кэша на лейбле, и станет отличным дополнением к The Sun Years для серьёзного поклонника Кэша с ограниченным бюджетом».

## Список композиций
| №   | Название                                                       | Автор(ы)                         | Длительность |
| --- | -------------------------------------------------------------- | -------------------------------- | ------------ |
| 1.  | «Folsom Prison Blues» (live)                                   | Johnny Cash                      | 2:44         |
| 2.  | «I Walk the Line»                                              | Johnny Cash                      | 2:44         |
| 3.  | «Guess Things Happen That Way»                                 | Jack Clement                     | 1:49         |
| 4.  | «Jackson» (при участии June Carter Cash)                       | Gaby Rodgers / Billy Edd Wheeler | 2:45         |
| 5.  | «Ballad of a Teenage Queen»                                    | Jack Clement                     | 2:10         |
| 6.  | «Flesh and Blood»                                              | Johnny Cash                      | 2:36         |
| 7.  | «Daddy Sang Bass»                                              | Carl Perkins                     | 2:19         |
| 8.  | «A Boy Named Sue» (live)                                       | Shel Silverstein                 | 3:47         |
| 9.  | «Don't Take Your Guns to Town»                                 | Johnny Cash                      | 3:02         |
| 10. | «Ring of Fire» (при участии The Carter Family)                 | June Carter Cash / Merle Kilgore | 2:36         |
| 11. | «There Ain't No Good Chain Gang» (при участии Waylon Jennings) | Hal Bynum / Dave Kirby           | 3:17         |
| 12. | «Big River»                                                    | Johnny Cash                      | 2:30         |
| 13. | «The Rebel – Johnny Yuma»                                      | Richard Markowitz                | 1:51         |
| 14. | «What Is Truth»                                                | Johnny Cash                      | 2:37         |
| 15. | «One Piece at a Time»                                          | Wayne Kemp                       | 4:01         |

| №   | Название                                                                                | Автор(ы)               | Длительность |
| --- | --------------------------------------------------------------------------------------- | ---------------------- | ------------ |
| 1.  | «Man in Black»                                                                          | Johnny Cash            | 2:52         |
| 2.  | «Understand Your Man»                                                                   | Johnny Cash            | 2:42         |
| 3.  | «There You Go»                                                                          | Johnny Cash            | 2:17         |
| 4.  | «Tennessee Flat Top Box»                                                                | Johnny Cash            | 2:58         |
| 5.  | «Girl from the North Country» (при участии Bob Dylan)                                   | Bob Dylan              | 3:42         |
| 6.  | «Sunday Mornin' Comin' Down»                                                            | Kris Kristofferson     | 4:09         |
| 7.  | «Five Feet High and Rising»                                                             | Johnny Cash            | 1:45         |
| 8.  | «Orange Blossom Special» (при участии The Carter Family, Charlie McCoy, Boots Randolph) | Ervin T. Rouse         | 3:06         |
| 9.  | «(Ghost) Riders in the Sky»                                                             | Stan Jones             | 3:46         |
| 10. | «Highwayman» (при участии Waylon Jennings, Kris Kristofferson, Willie Nelson)           | Jimmy Webb             | 3:03         |
| 11. | «If I Were a Carpenter» (при участии June Carter Cash)                                  | Tim Hardin             | 3:00         |
| 12. | «A Thing Called Love»                                                                   | Jerry Reed             | 2:31         |
| 13. | «The Ballad of Ira Hayes»                                                               | Peter La Farge         | 4:08         |
| 14. | «I Still Miss Someone»                                                                  | Johnny Cash / Roy Cash | 2:36         |
| 15. | «Were You There (When They Crucified My Lord)?» (при участии The Carter Family)         | народная               | 3:52         |

## Чарты

### Еженедельные чарты
| Чарт (1999)                        | Высшая позиция |
| ---------------------------------- | -------------- |
| США (Billboard Top Country Albums) | 63             |